# Bulbophyllum maquilingense
Bulbophyllum maquilingense là một loài phong lan thuộc chi Bulbophyllum.